# Чижов, Владимир Алексеевич
Влади́мир Алексе́евич Чижо́в (род. 3 декабря 1953) — российский дипломат. Чрезвычайный и полномочный посол (2000).
Постоянный представитель Российской Федерации при Европейском союзе (2005—2022).
Член Совета Федерации Федерального собрания РФ от исполнительного органа государственной власти Республики Карелия с 27 сентября 2022 года. Входит в Комитет по обороне и безопасности в качестве первого заместителя председателя. 
Из-за вторжения России на Украину, находится под международными санкциями всех стран Евросоюза и Швейцарии

## Биография
В 1976 года с отличием окончил МГИМО и поступил на работу в МИД СССР. Владеет английским, греческим и французским языками.
Работал в посольствах СССР и России в Греции и на Кипре.
Занимал руководящие должности в различных департаментах МИД России. Занимался отношениями со странами Европы, вопросами урегулирования конфликтов.
- В 1976—1981 годах — сотрудник Посольства СССР в Греции.
- В 1981—1985 годах — сотрудник Пятого Европейского отдела МИД СССР.
- В 1985—1992 годах — сотрудник Посольства СССР/России на Кипре.
- В 1992 году — советник Второго европейского департамента МИД России.
- В 1992—1993 годах — начальник отдела Великобритании и Северной Ирландии Второго европейского департамента МИД России.
- В 1993—1995 годах — заместитель директора Второго европейского департамента МИД России.
- В 1995—1996 годах — заместитель главы российской делегации в ОБСЕ в Вене.
- В 1996—1997 годах — заместитель Высокого представителя по мирному урегулированию в Боснии и Герцеговине.
- В 1997—1999 годах — директор Третьего европейского департамента МИД России.
- В 1997—2000 годах — специальный представитель МИД России по вопросам кипрского урегулирования.
- В 1999—2002 годах — директор Департамента общеевропейского сотрудничества МИД России.
- В 2000—2002 годах — специальный представитель МИД России по Балканам.
- В 2002—2005 годах — заместитель министра иностранных дел Российской Федерации.
- В 2005—2022 годах — постоянный представитель Российской Федерации при Европейском союзе (Брюссель)[2].

Автор ряда статей и исследований в области европейской безопасности, по проблематике Организации по безопасности и сотрудничеству в Европе (ОБСЕ), отношениям Россия-ЕС и Россия-НАТО, Средиземноморью, Балканам, проблеме кипрского и северно-ирландского урегулирования, миротворческим операциям под эгидой ООН.

## Критика
Владимир Чижов подвергается критике за приведение плана Даллеса в качестве факта в одной из своих статей. 12 мая 2020 года на сайте Министерства иностранных дел Российской Федерации была выложена статья Владимира Чижова «Выбор всегда остается за вами», посвящённая отстаиванию исторической правды по отношению к России. В одном из своих пассажей Чижов упоминает план Даллеса в качестве факта:
План главы ЦРУ Аллена Даллеса, целью которого являлось уничтожение СССР методами пропаганды, разобщения национальностей и социальных групп, морального разложения населения.
План Даллеса считается конспирологической теорией, так как фактов его существования нет. Позже часть текста про план была удалена из статьи.

## Санкции
16 декабря 2022 года, на фоне вторжения России на Украину, включён в санкционный список стран Евросоюза, так как «поддерживал и реализовывал действия и политику, которые подрывают территориальную целостность, суверенитет и независимость Украины и еще больше дестабилизируют Украину».
19 мая 2023 года внесён в санкционный список Канады «соратников режима» как «причастный к продолжающемуся нарушению Россией прав человека, включая передачу под опеку украинских детей в Россию»
По аналогичным основаниям находится под санкциями Швейцарии и Украины

## Семья
Женат дважды, есть сын и дочь.

## Награды
- Орден Александра Невского (27 февраля 2019) — за большой вклад в реализацию внешнеполитического курса Российской Федерации и многолетнюю добросовестную государственную службу[12].
- Орден Почёта (8 мая 2013) — за большой вклад в реализацию внешнеполитического курса Российской Федерации и многолетнюю добросовестную работу[13].
- Орден Дружбы (21 сентября 2003) — за активное участие в реализации внешнеполитического курса Российской Федерации и многолетнюю добросовестную работу[14].
- Благодарность Правительства Российской Федерации (18 апреля 2019) — за достигнутые трудовые успехи и заслуги в развитии международного сотрудничества[15].

## Дипломатический ранг
- Чрезвычайный и полномочный посланник 2 класса (1 апреля 1996)[16].
- Чрезвычайный и полномочный посланник 1 класса (17 декабря 1997)[17].
- Чрезвычайный и полномочный посол (24 января 2000)[18].